# روزالينا بيرازان إيتورالدي
روزالينا بيرازان إيتورالدي مواليد 1947 (بالإنجليزية: Rosalina Berazaín Iturralde)‏ هي عالمة نبات كوبية.

## نباتات وصفتها روزالينا بيرازان
- سيريلة جلدية
- سيريلة صغيرة الهالات
- سيريلة كبيرة الأوراق
- سيريلة كبيرة الثمار
- سيريلة لوتغاردية
- سيريلة سيلفية